# ジェイムズ・ブレイディ
ジェイムズ・スコット・ブレイディ（英: James Scott Brady、1940年8月29日 - 2014年8月4日）は、ロナルド・レーガン政権時のホワイトハウス報道官。1981年のレーガン大統領暗殺未遂事件で生死の淵を彷徨い、その後も身体障害に悩まされながらも銃規制の推進を主張した。

## 経歴

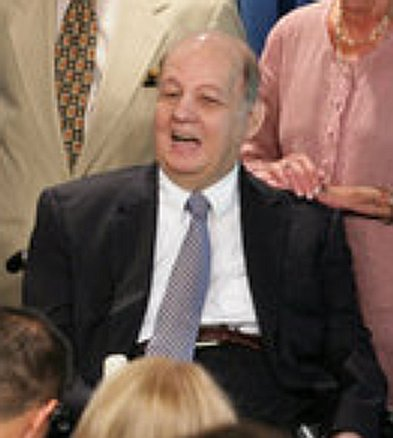
ジェイムズ・ブレイディ（2006年）

イリノイ州セントラリアに生まれ、同市の聖メアリーカトリック小学校に通った。アメリカボーイスカウト協会でも最高ランクのイーグル・スカウトを授かった。1962年のイリノイ大学アーバナ＝シャンペーン校卒業時に政治学の学士号を取得した。同州選出の上院議員、エヴァレット・ダークセンの事務所職員が彼の公務員キャリアの出発点であった。1962年夏には司法省反トラスト局で研修を受けた。その後は民間の要職を歴任した後、1970年に政治活動家、フィリス・シュラフライのイリノイ州南部地区での会合開催を担当する選挙部長に就任。1973年から1975年にかけて住宅都市開発長官特別補佐、1975年から1976年にかけて行政管理予算局長特別補佐、1976年から1977年にかけてドナルド・ラムズフェルド国防長官補佐、ウィリアム・V・ロス・ジュニア上院議員のスタッフを歴任し、1980年に当時の大統領選ジョン・コナリー陣営の報道官を務めた。

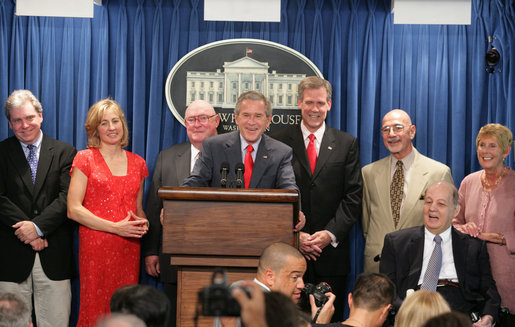
2006年8月2日に当時のジョージ・W・ブッシュ大統領の呼びかけで集まった歴代のホワイトハウス報道官の面々。ブレイディは右から二番目、妻のサラは一番右

1981年3月30日、ブレイディはレーガン大統領暗殺未遂事件でジョン・ヒンクリーの流れ弾に当たり、頭に深い傷を負った。襲撃直後の混乱のなか、主要メディアは軒並み「ブレイディ死去」という誤報を流した。ブレイディと交友関係にあったABCニュースのキャスター、フランク・レイノルズはこの誤報に怒って生放送中にもかかわらずスタッフに対して怒鳴ったが、CMを入れたことで収拾がついた。
ブレイディは一命を取り留めたものの左半身不随となり、車椅子生活を余儀なくされた。大統領報道官の職務も果たせなくなったが、大統領の任期満了まで更迭されることはなく、ラリー・スピークスとマーリン・フィッツウォーターが彼の臨時代行としてその職務を遂行した。
事件後、ブレイディは議員らに銃規制を働きかけ、銃による暴力阻止のためブレイディ・キャンペーンという組織を主導した。1991年、この出来事を基にした映画『Without Warning: The James Brady Story』が作製され、ボー・ブリッジスがブレイディ役を演じた。1993年には妻のサラ・ブレイディとドレクセル大学から文学の博士号を取得した。ジェイムズは1982年にイリノイ州レバノンのマッケンドリー大学から法学の名誉博士号を取得していた。1994年には彼の名にちなんだブレイディ法という法律が施行された。
1996年、ブレイディは当時のビル・クリントン大統領から全米最高の市民賞である大統領自由勲章を受章した。
2000年にはホワイトハウスの記者会見室が彼の名にちなみジェイムズ・S・ブレイディ記者会見室に改称された。
2014年8月4日、バージニア州アレクサンドリアで死去。73歳没。ワシントンの警察は、ブレイディの死因について、暗殺未遂事件に巻き込まれた際の負傷が原因と断定。バージニア州の検察は当時の銃撃による殺人と認定した。